# Club de Fútbol Soccer Manzanillo
El Club de Fútbol Soccer Manzanillo fue un equipo de fútbol de México, de la ciudad de Manzanillo en Colima. Jugó en la Segunda división mexicana. Para la temporada 2015-16 regresa a la Tercera División de México.

## Historia
La franquícia fue comprada de un equipo de Tercera división, anteriormente denominado Armería y luego Atlético Tecomán, que sería campeón en el torneo clausura 2004 con jugadores como Guillermo Rangel Álvarez y Raúl Enríquez. El equipo apareció como filial de Tecos de la UAG con el nombre de Tecos Manzanillo, teniendo como sede el estadio Demetrio Madero, hoy Gustavo Vázquez Montes. No obstante, la siguiente temporada cambió el nombre a Fútbol Soccer Manzanillo y el mote de “Picudos”, apodo que le puso el entonces secretario de Turismo estatal, Roberto Preciado Cuevas.
Fue así que luego de ocho años sin tener Tercera división en Manzanillo por la desaparición de los equipos Marlines de Santiago y Real Manzanillo comenzó a adquirir identificación en el aficionado porteño. Del Real Manzanillo por ejemplo, adoptaron como símbolo al Pez Vela, y los colores blanco y azul cielo. En 2006 ganáron su pase a la Segunda División al derrotar 7-4 (marcador global) al Inter de Xalapa al mando de su director técnico chileno, Miguel Ángel Arrué y con jugadores como el campeón de goleo Raúl Enríquez, Daniel Omar Márquez, Lampros Kontogiannis y Guillermo Rangel Álvarez.
En 2008, el equipo de Soccer Manzanillo, conocido por el mote de Picuditos, filial del Club de Fútbol Soccer Manzanillo en la Tercera división mexicana, ganó el título de ascenso en el Estadio Azul con un marcador global de 3-2 ante Cruz Azul Xochimilco.
En 2009, luego de una visita al puerto de Jaime Ordiales, director deportivo del Club América y de Michel Bauer, presidente del mismo club, acordaron con Abel Salazar convertir sus franquicias de Segunda y Tercera en filiales del Club América, dando paso a un cambio de nombre, que luego sería llamado América Manzanillo. En 2010, participa en la final de 3.ª División perdiéndola 3-2 ante Patriotas de Córdoba, misma que pierden con marcador global 4-3. También se rescinde el convenio con el Club América, por lo que vuelve a llamarse Soccer Manzanillo pero se vende la franquicia de segunda división, por lo que actualmente juegan en la Tercera División de México.

## Estadio
Lleva el Nombre en Honor al Exgobernador de Colima Gustavo Vásquez Montes.

## Palmarés

### Torneos nacionales
- Tercera división mexicana (1): 2006

FS Manzanillo B:
- Tercera división mexicana (1): 2008

## Temporadas
| Temporada | División  | Posición     |
| --------- | --------- | ------------ |
| 2015/16   | 5.Tercera | 10o. Grupo X |
| 2016/17   | 5.Tercera | 15o. Grupo X |
| 2019/20   | 5.Tercera | 18o. Grupo X |
| 2020/21   | 5.Tercera | 19o. Grupo X |

- Datos: Q1023549